# The Colonel's Escape
The Colonel's Escape è un cortometraggio muto del 1912 diretto da George Melford e prodotto dalla Kalem Company. Il film era interpretato da Carlyle Blackwell e da Alice Joyce.

## Trama
Il mercenario Rhys Pryce, trova l'ufficiale della dogana messicana James Boyd gettato in una grotta da una banda di contrabbandieri. Pochi giorni dopo Boyd riceve l'ordine di intercettare armi e munizioni contrabbandate attraverso il confine messicano dagli Insurrectos, incitati dallo stesso Pryce a combattere per la libertà del loro Paese. Pryce, messo alle strette dai Federali, cerca rifugio a casa di Boyd, il quale riconosce immediatamente nel fuggitivo l'uomo che ha stretto amicizia con lui mentre era in difficoltà e, spinto dal senso di gratitudine, aiuta Pryce a fuggire. Boyd, tuttavia viene notato da una spia federale, la quale ne fa rapporto all'ufficiale in comando. Di conseguenza viene deferito di fronte alla corte marziale da cui viene condannato alla fucilazione. Prima che avvenga l'esecuzione, però, la sorella di Boyd si reca a perdifiato al campo Insurrecto ed esorta Pryce a salvare il fratello. Pryce, alla testa di un nutrito gruppo di insorti, arriva giusto in tempo per salvare Boyd e sconfiggere i Federali.

## Produzione
Prodotto dalla Kalem Company, il film fu girato in California, a Glendale e a Verdugo Canyon.

## Distribuzione
Distribuito dalla General Film Company, il film - un cortometraggio in una bobina - uscì nelle sale statunitensi il 24 giugno 1912. Una copia del film è reperibile al Nederlands Filmmuseum di Amsterdam (273 metri a 35 mm) ed è visibile anche online.